# 斯基博城堡
斯基博城堡（英語：Skibo Castle）是位於蘇格蘭高地薩瑟蘭多諾赫西側的一座城堡，俯瞰多諾赫峽灣。在19世紀後期和20世紀初，這座建築是工業大亨安德魯·卡內基的家。但其歷史可以追溯至更早時間。

## 詞源
據威廉·J·沃森，「斯基博」一詞是蘇格蘭蓋爾語中「Sgìobal」一詞盎格魯化的結果。而「Sgìobal」則來自於古諾斯語，意為木柴架。

## 歷史
斯基博城堡最初的文獻記錄是在1211年。在其初期歷史時，這座城堡曾經是凱瑟尼斯主教的住宅，並持續至1545年新教擴展至北部。

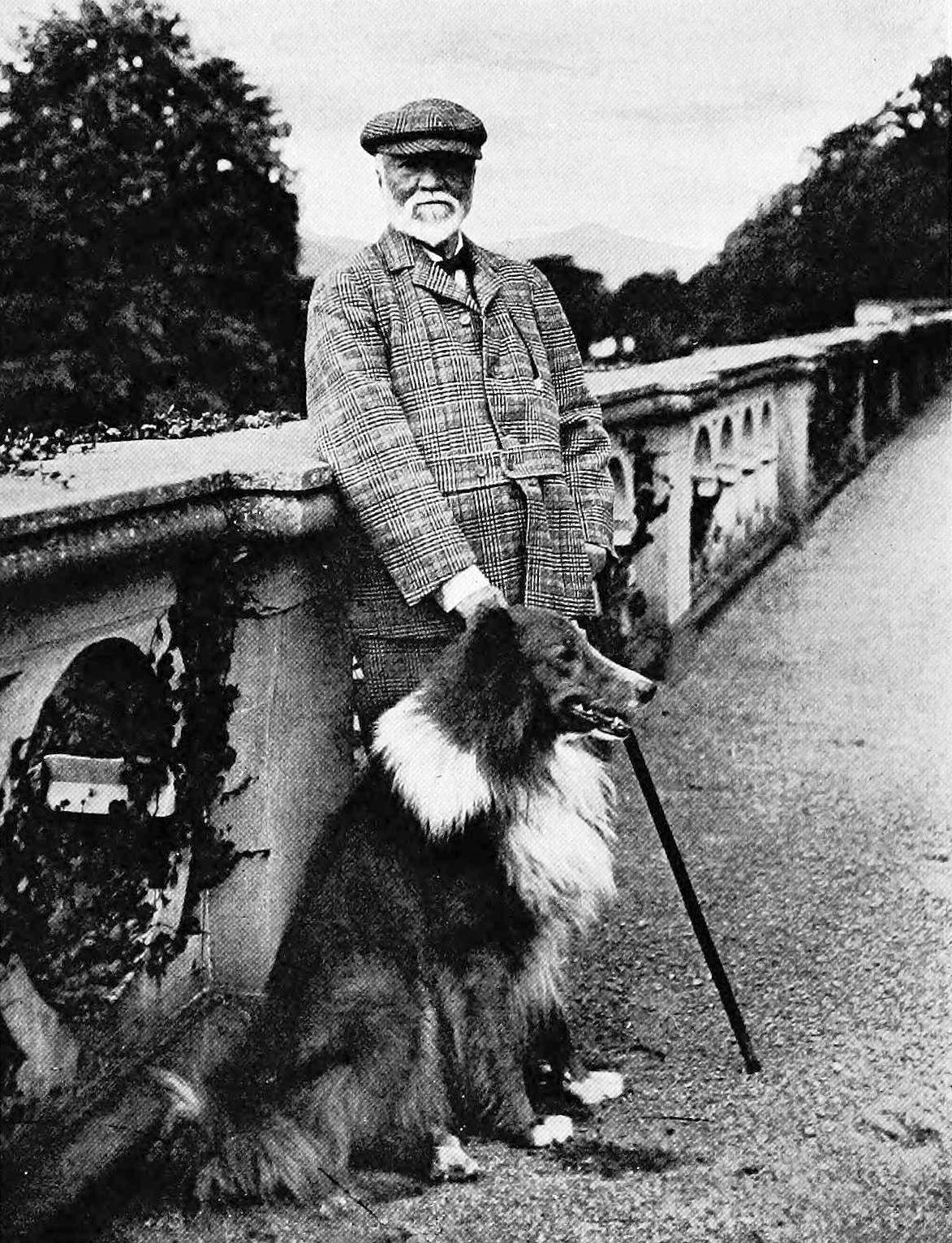
安德魯·卡內基在斯基博，1914年

1745年，羅伯特·格雷（Robert Gray）放棄了莊園。該城堡被他的親戚買下，並在1760年之前修建了現代房屋。至1872年，這座城堡的所有權經常易手。直到Evan Charles Sutherland-Walker買下這座城堡，並且進行了擴建。1897年，實業家安德魯·卡內基簽訂了一年租約，並可在到期後購買。但當時這座建築的狀態已經有所受損。1898年，卡內基以8.5萬英鎊購買這座建築。但當時這座建築已十分破舊。卡內基因此耗資200萬英鎊改建這座城堡，其面積從16,000平方英尺（1,500平方）增加至60,000平方英尺（5,600平方），修建了人工湖、室內游泳池和一個9洞高爾夫球場。卡內基聘請印威內斯的亞歷山大·羅斯對這座建築進行改建，包括建立一個私人發電站供電。
至1982年，斯基博城堡都是卡內基家族的資產。此後該建築被商人彼得·德薩瓦里購買，並被用來創建私人俱樂部卡內基俱樂部。

## 卡內基俱樂部

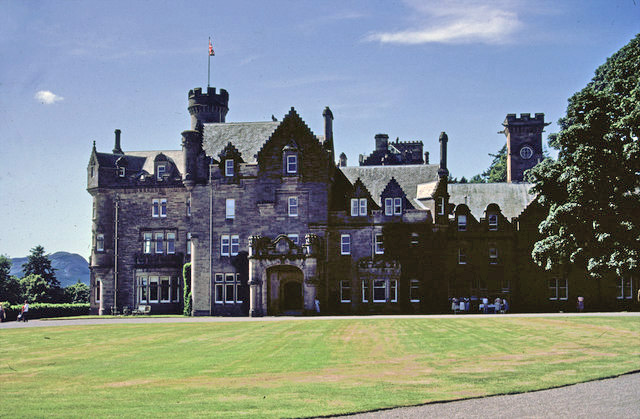
1983年的斯基博城堡

卡內基俱樂部是一個會員制俱樂部。會員及其嘉賓可以使用俱樂部的住宿設施。城堡的維護費用則來自於會員費和住宿費。2000年12月22日，卡內基俱樂部舉辦了麥當娜和佳·烈治的婚禮。1995年，這裡舉辦了高爾夫球手山姆·托蘭斯和演員蘇珊·達尼埃萊的婚禮。1997年12月28日，這裡舉辦了演員羅勃·卡萊爾和Anastasia Shirley的婚禮。
2006年12月3日，BBC電視節目《Landward》聚焦了伯內特一家。他們曾長期是斯基博城堡莊園的租戶。節目內容重點是他們被逐出莊園後尋找新農場的過程。

## 城堡莊園
城堡的莊園內有一個名為路易斯湖（Lake Louise）的小型人工湖。該湖泊也是蘇格蘭少數以「lake」為名的湖泊。城堡的莊園被列入蘇格蘭公園及景觀設計名錄。

## 外部連結
- The Carnegie Club at Skibo Castle （页面存档备份，存于）
- Skibo Estate （页面存档备份，存于）, Gazetteer for Scotland